# Lasalle (Gard)
Lasalle é uma comuna francesa na região administrativa de Occitânia, no departamento de Gard. Estende-se por uma área de 10,1 km². Em 2010 a comuna tinha 1 133 habitantes (densidade: 112,2 hab./km²).